# Tōjin Okichi

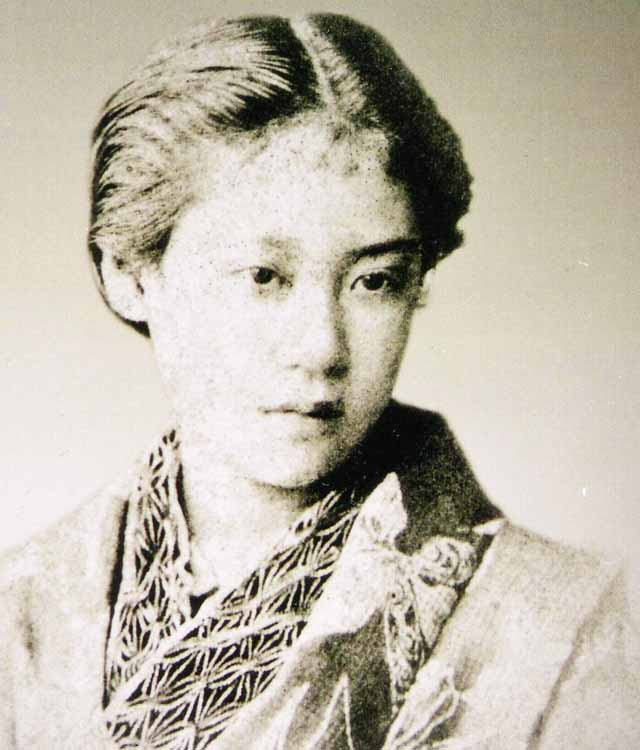
Tōjin Okichi

Tōjin Okichi (japanisch 唐人 お吉, eigentlich Saitō Kichi (斎藤 きち); geboren 1841 in Shimoda (Provinz Izu); gestorben 27. Mai 1890 in der Präfektur Shizuoka) war eine japanische Frau, die durch ihren schwierigen Lebensweg bekannt wurde.

## Leben und Wirken
Tōjin Okichi war die zweite Tochter von Kiwa (きわ), der Frau des Schiffsbauers Saitō Ichibee (斎藤 市兵衛), und hieß Saitō Kichi. Sie wurde am 10. November im Jahre 12 der Tempo-Ära geboren (1841). Im Alter von 7 Jahren wurde sie von der Familie Murayama von Sen adoptiert, einer Favoritin des Fürsten von Kawazu, Shogen Mukai. Ihre Adoptivmutter brachte ihr alle  Künste bei, die eine Geisha beherrschen muss. Ihre Schönheit und ihre schöne Stimme verhalfen ihr zu einem großen Erfolg, als sie im Alter von 14 Jahren in die Gemeinschaft der Geisha aufgenommen wurde.
Im November des ersten Jahres der Ansei-Ära (1854) wurde Shimoda von einem Seebeben und einem Tsunami stark zerstört. Okichi verlor dabei ihr Haus und ihren gesamten Besitz. In der Folge scheint der junge Kawai Matsugoro, auch als Tsurumatsu bekannt, ihr näher gekommen zu sein und die beiden verliebten sich. Auch Matsugoro war ein Schiffszimmermann, wie ihr Vater.
** der Absatz ist nicht sinnvoll: Bekannt wurde sie unter dem Namen „Tōjin Okichi“ erst später. ** dieser Satz erscheint mir falsch: Mutter und Tochter verdienten ihren Lebensunterhalt durch das Waschen der Boote, die in den Hafen von Shimoda ein- und ausfuhren.** 
Am 23. Juli des 3. Jahres der Ansei-Ära (1857) eröffnete der erste US-Generalkonsul Townsend Harris mit seinem Übersetzer Henry C.J. Heuskin ein Konsulat im Tempel Gyokusen–ji (玉泉寺) in Kakizaki. Um diese Zeit sah Harris Okichi erstmals, als sie gerade von einem Bad zurückkehrte.  Harris bat den Kommissar von Shimoda (下田奉行, Shimoda bugyō) um zwei Krankenschwestern. Um sich bei der Aushandlung des Handelsvertrages Treaty of Amity and Commerce (United States–Japan) zu verschaffen, wurde im Shogunat beschlossen,  dem Konsul Okichi anzubieten. 
Dem Dolmetscher Hendrick Heusken wurde das Mädchen „Fuku“ (ふく) zugewiesen, als „sogenannte Krankenschwestern“.
Okichi lehnte das Angebot ab, sich für eine gewissen Summe Geld an Harris zu verkaufen. Das Shogunat versprach daraufhin ihrem Geliebten Tsurumatsu eine Karriere und Geld, wenn es ihm gelänge, Okichis Einwilligung zu erlangen. Auch andere geschickte Offiziere begannen, an ihre Heimatliebe zu appellieren, es sei alles für das Heimatland Japan.
Endlich hatten ihre Überredungskünste Erfolg und Okichi begann am 21. Mai des Folgejahres ihren Dienst bei Harris. 
In ihrer Heimatstadt ahnte niemand von ihrer Abscheu und ihrer Verzweiflung und man rief sie "Tojin Okichi" oder "Rashamen Okichi", wegen ihrer Verbindung zu den Ausländern.
Mit dem Abschluss der Verhandlungen im 5. Jahr der Ansei-Ära wurde Harris befördert und zog nach Edo und nahm Okichi mit.
Ein Jahr später, im ersten Jahr der Bunkyu-Ära wurde Heusken ermordet und Harris kehrte daraufhin nach Amerika zurück. Im dritten Jahr der Bunkyu Ära war Okichi in Kyoto und Teil einer Gruppe von bekannten Nationalisten: Katsu Yasufusa, Yamanouchi Yodo und Sakamoto Ryoma. Die von ihr vertretene Ansicht, dass Japan sich der Welt öffnen solle, war in dieser Gruppe bemerkenswert.
Im Alter von 27 Jahren, nach vielen gescheiterten Versuchen, finanziell selbstständig zu werden, lebte Okichi für einige Jahre bei ihrem Jugendfreund Tsurumatsu in Yokohama, die beiden heirateten, doch Tsurumatsu reichte die Scheidung von der durch ihre Vergangenheit und eine Alkoholabhängigkeit veränderte Okichi ein.
Sie arbeitete wieder als Geisha und später, im 11. Jahr der Meiji-Ära als Friseurin in Shimoda. Dort versuchte sie sich auch als Geschäftsfrau und leitete das Bordell Anchoku-Ro in Daiku-machi von Shimoda. Eine Weile florierte das Geschäft, aber Okichis unzuverlässige Art und ihr Alkoholismus führten zum Bankrott.
Sie verelendete, wurde krank und landete endlich auf der Straße. Dennoch ließ ihr Stolz es nicht zu, Almosen von den Menschen anzunehmen. Am 25. März des 24. Jahres der Meiji-Ära ertränkte Okichi sich im Oberlauf des Flusses Inaozawa, an einer Stelle die Kadorigafuchi genannt wird. Sie war 51 Jahre alt.
Am 25. März des 24. Jahres der Meiji-Ära (1891) im Alter von 51 beging sie Suizid, indem sie sich am Kadokuri-no-fuchi (門栗の淵) am Fluss Inozawa (稲生沢川), anderthalb Kilometer von Shimoda entfernt, ertränkte. 
Niemand wollte ihren Leichnam bergen, bis auf den Abt Daijo des Tempels Hofukuji. Er bestattete sie in seinem Tempel.
Später wurde dieser Ort zum Gedenken „Okichi-ga-fuchi“ (お吉が淵) genannt. Ihr Grab befindet sich am Tempel Hōfuku-ji (宝福寺) in der Stadt Shimoda, wo sich auch das Gedenkmuseum „Tōjin Okichi kinenkan“ (唐人お吉記念館) befindet.
***ANDERE VERSION****** Kichi traf Harris zum ersten Mal am 22. Mai desselben Jahres für eine Probezeit. Sie wurde aber nach drei Tagen (es können auch mehr Tage gewesen sein) nach Hause geschickt, weil sie einen Ausschlag hatte. Selbst nachdem sie vollständig geheilt war, betrat sie nie wieder den Gyokusen–ji, auch weil Harris krank war. Kichi erhielt trotzdem 25 Ryō als Einstellungsgeld und dann 10 Ryō pro Monat. Nachdem sie sich von Harris zurückgezogen hatte, zum Schluss bekam sie 18 Ryō als Überbrückungsgeld, wurde sie von den Bootsleuten gemieden und begann zu kämpfen, um über die Runden zu kommen.*** andere Version***
*** andere Version 1868 lebte Okichi bei einem Zimmermann namens Tsurumatsu (鶴松) in Yokohama. 1871 kehrte sie nach Shimoda zurück und begann als Frisörin zu arbeiten. 1882 eröffnete sie in Shimoda ein kleines Speiselokal (falsch, das ist Anchoku-Ro, ein Bordell). Acht Jahre später kämpfte sie mit dem drohenden Bankrott, schwer alkoholkrank. 

## Nachklang
Auf dieser Lebensgeschichte aufbauend entstanden viele Werke, so
- 1928 der Roman „Tōjin Okichi“ von Jūichiya Gisaburō (十一谷 義三郎; 1897–1837)
- 1929 das Schauspiel „Nyonin Aishi, Tōjin Okichi Monogatari“ (女人愛史　唐人お吉 物語) von Yamamoto Yūzō (1887–1974)
  - Der Text wurde von Glenn William Shaw ins Englische übersetzt und erschien unter dem Titel „The Sad Tale of a Woman, the story of Chink Okichi“
- 1930 der Stummfilm „Tōjin Okichi“ unter der Regie von Mizoguchi Kenji
- 1940/2006 das Schauspiel „Die Judith von Shimoda“ begonnen von Bertolt Brecht
- 1954 der Film „Tōjin Okichi“ unter der Regie von Wakasugi Mitsuo (若杉 光夫; 1922–2008)
- ohne Jahr: die Ballade „Tōjin Okichi ko’uta“, verfasst von Saijō Yaso, komponiert von Sakki Kōka (佐々紅華; 1886–1961), gesungen u. a. von Fujimoto Fumikichi (藤本 二三吉; 1897–1976)